# Гергард Бенке
Гергард Вільгельм Бенке (нім. Gerhard Wilhelm Behnke; 23 грудня 1910, Данциг — 9 травня 1962, Кельн) — німецький офіцер, майор вермахту, оберст бундесверу. Кавалер Лицарського хреста Залізного хреста з дубовим листям.

## Біографія
1 жовтня 1928 року вступив в 1-й артилерійський полк. 1 жовтня 1934 року переведений в 21-й артилерійський полк, 1 жовтня 1935 року — в 2-й дивізіон 57-го артилерійського полку. Учасник Польської кампанії. 25 лютого 1940 року переведений в 5-у батарею 37-го запасного важкого артилерійського полку, в січні 1941 року — в штурмову артилерію. 4 березня 1941 року зарахований в 203-й дивізіон штурмових гармат, де через деякий час очолив 1-у батарею. Учасник Німецько-радянської війни. 15 серпня 1941 року важко поранений. 13 вересня 1941 року повернувся на посаду командира 1-ї батареї. В серпні 1942 року відзначився у боях під Майкопом, а потім — в наступі на Кавказі, в тому числі у боях за Нальчик. Потім брав участь у спробі деблокувати Сталінградське угруповання, де командував усім дивізіоном. З грудня 1942 по січень 1943 року його дивізіон знищив 53 радянські танки, 14 САУ і 54 гармати. 24 березня 1943 року знову важко поранений. З 1 вересня 1943 року — командир 600-го запасного навчального дивізіону штурмових гармат. З 1 червня 1944 року — командир 395-ї, з 20 липня 1944 року — 322-ї бригади штурмових гармат. Відзначився у боях під Барановим. З 26 лютого 1945 року — командир 893-го піхотного полку 264-ї піхотної дивізії, яка діяла в Данії і в районі Любека. З 5 травня 1945 року — комендант Рендсбурга. 8 травня 1945 року здався британським військам. 1 червня 1956 року вступив в бундесвер. З 1 вересня 1956 року — командир 15-го танкового батальйону, потім — викладач.

## Нагороди
- Медаль «За вислугу років у Вермахті» 4-го класу (4 роки)
- Залізний хрест
  - 2-го класу (25 липня 1941)
  - 1-го класу (12 серпня 1941)
- Нагрудний знак «За поранення»
  - в чорному (17 серпня 1941)
  - в сріблі (15 вересня 1941)
  - в золоті (6 липня 1943)
- Нагрудний знак «За участь у загальних штурмових атаках» (11 жовтня 1941)
- Медаль «За зимову кампанію на Сході 1941/42» (5 вересня 1942)
- Лицарський хрест Залізного хреста з дубовим листям
  - лицарський хрест (8 лютого 1943)
  - дубове листя (№605; 4 жовтня 1944)
- Відзначений у Вермахтберіхт (27 серпня 1944)
- Штурмовий піхотний знак в сріблі (15 жовтня 1944)